# 아일랜드의 주
아일랜드섬에는 16세기부터 전통적으로 32개 주(County)가 있었으며 이 가운데 26개의 주는 아일랜드 공화국, 6개의 주는 영국 북아일랜드에 위치한다. 그러한 행정 구역 구분은 여전히 아일랜드의 문화나 스포츠 분야 그리고 우편 체계에서 사용되고 있다. 아일랜드 하원(Dáil Éireann) 의원의 선거구는 가능하면 주의 경계를 따라서 만들어야 한다. 그래서 어떤 주가 많은 인구를 지니고 있을 경우에는 복수의 선거구를 보유하고(예를 들면 리머릭 동/서) 인구가 적은 주의 경우에는 가까운 주와 묶어서 하나의 선거구를 만들기도 하지만(예를 들면 슬라이고) 실제로 의미있는 주의 경계를 넘어가지는 못한다.
그러나 아일랜드 공화국에서 몇 차례의 행정구역 개편에 따라 실제 행정구역은 전통적인 주 구분과 일부 달라지기도 했다. 1994년 1월 1일부로 더블린주가 폐지되고 던레러라스던주, 핑걸주, 사우스더블린주의 3개 주로 분할되었으며, 티퍼레리주는 1899년 노스티퍼레리주와 사우스티퍼레리주의 2개 주로 나뉘었다가 2014년 6월 1일부로 행정구역 개편에 따라 다시 하나로 통폐합되어 티퍼레리주가 되었다.
1922년 아일랜드 자유국이 수립된 이래로 더블린, 코크, 리머릭, 워터퍼드의 4개 도시는 주와 동격의 지위를 갖는 자치시(county borough)로서의 지위를 갖고 있었고, 1985년 골웨이가 추가로 자치시의 지위를 얻어 자치시가 5개가 되었다. 이들 자치시들은 주와는 분리된 별개의 행정구역으로서 기능한다. 그러나 행정구역 개편에 따라 2014년 6월 1일부로 리머릭과 리머릭주가, 그리고 워터퍼드와 워터퍼드주가 각각 하나로 통합되었다. 기존에는 주와 별개의 행정구역이었던 이 2개 자치시의 영역은 각 주의 영역과 통합되어 하나의 행정구역으로 단일화되었다. 다만 통합된 리머릭주와 워터퍼드주의 지방 정부는 시 및 주 의회(city and county council)라는 명칭을 사용함으로써 기존 자치시의 명칭을 병기하고 있는데, 이에 따라 리머릭주와 워터퍼드주는 시(자치시), 주에 이어 '시 및 주'(city and county)라는 제3의 단위로 분류되기도 한다.
이러한 일련의 행정구역 변화의 결과 현재 아일랜드 공화국의 행정구역은 26개 주, 3개 시(자치시), 2개 시 및 주로 구성되어 있다

## 행정 구역 목록

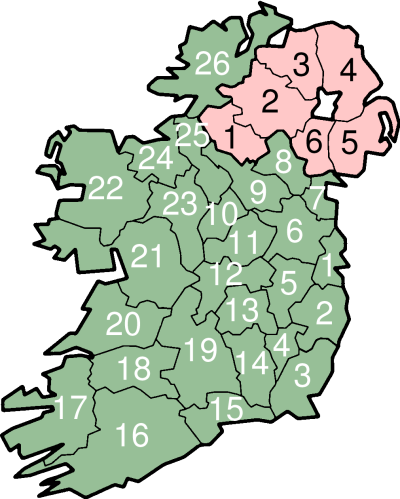
아일랜드와 북아일랜드의 주(초록색은 아일랜드 공화국의 주, 분홍색은 북아일랜드의 주)

아일랜드 공화국
1. 더블린주 [1]
— 더블린 (자치시)
— 던레러라스던주
— 핑걸주
— 사우스더블린주
2. 위클로주
3. 웩스퍼드주
4. 칼로주
5. 킬데어주
6. 미스주
7. 라우스주
8. 모너핸주
9. 캐번주
10. 롱퍼드주
11. 웨스트미스주
12. 오펄리주
13. 레이시주
14. 킬케니주
15. 워터퍼드주 (시 및 주)
16. 코크주
— 코크 (자치시)
17. 케리주
18. 리머릭주 (시 및 주)
19. 티퍼레리주
20. 클래어주
21. 골웨이주
— 골웨이 (자치시)
22. 메이요주
23. 로스커먼주
24. 슬라이고주
25. 리트림주
26. 더니골주

북아일랜드(영국)
1. 퍼매나주
2. 티론주
3. 런던데리주
4. 앤트림주
5. 다운주
6. 아마주

## 같이 보기
- 아일랜드의 지방